# Віднесені привидами
«Відне́сені при́видами» (яп. 千と千尋の神隠し, Сен то Чіхіро но камікакуші, досл. укр. «Викрадення духами Сен та Чіхіро») — повнометражний анімаційний фільм 2001 року від режисера Міядзакі Хаяо. Знятий студією «Studio Ghibli».
Це історія про десятирічну дівчину на ім'я Чіхіро Оґіно, котра разом із батьками переїжджає до нового дому. Дорогою через незнайомі місця вони випадково опиняються у світі камі. Її батьки перетворюються на свиней через чари відьми Юбаби, і Чіхіро змушена працювати у Юбаби, щоб врятувати батьків та повернутися у людський світ.
Світові касові збори фільму становлять 31,68 млрд. єн ($305 млн). Через 19 років касовий рекорд «Віднесених привидами» побив інший японський анімаційний фільм під назвою «Клинок, який знищує демонів: Нескінченний поїзд», зібравши $503 млн у 2020 році. Багатьма критиками «Віднесені привидами» вважаються однією з найкращих робіт Міядзакі.
На 1 березня 2024 року фільм посідає 31-шу позицію у списку 250 найкращих фільмів за версією IMDb.

## Назва
Японська назва «Сен то Чіхіро но камікакуші» відсилається до японської міфології Шінто, в якій «Камікакуші» (яп. 神隠し, камікакуші) — це процес викрадення людей богами, або духами (камі), або ж дослівно «приховування» привидами. Згідно з міфологією, люди, які роздратували чи розізлили камі можуть зникнути безвісти. За сюжетом батьки Чіхіро проігнорували знаки, що вони заїжджають на землю камі, за що останні їх покарали.
В японській міфології малі діти, а також діти у віці як Чіхіро знаходяться посередині між світом людей і світом камі. Ненароджені діти є ближчими до камі, ніж до людей, і після народження процес зростання також є процесом переходу від буття камі до буття людиною. І протягом цього процесу батьки намагаються виростити дитину в людину, а невидимі людському оку камі намагатимуться приховати дитину від людських очей і перетворити її остаточно на камі. Камікакуші відбувається в разі, якщо камі одержать перемогу і заберуть дитину у свій світ.

## Сюжет
Батько Акіо, мати Юко та їхня десятирічна дочка Чіхіро переїжджають до нового будинку, розташованого десь у глушині Японії. Переплутавши дорогу до нового будинку і проїхавши через дивний ліс, вони потрапляють у землю камі. Вони проїжджають повз маленькі будиночки, які в регілії Шінто будують для маленьких камі, а також повз декілька тотемів, які символізують камі. Усе це, разом з брамами Торі, мало попередити їх про те, що вони їдуть у місце, не призначене для людей, але батьки Чіхіро ігнорують це і нарешті зупиняються перед високою стіною, в якій темніє вхід. Увійшовши туди і пройшовши довгий темний тунель та широкий зелений луг, герої потрапляють у маленьке порожнє містечко, схоже на занедбаний парк розваг, що майже повністю складається з порожніх ресторанів. Ніде немає ані душі, але за приємним запахом батько знаходить відчинений ресторанчик, в якому бачить столи, повні делікатесів і різних страв. Вирішивши розплатитися потім, коли з'явиться господар, батько з матір'ю залишаються перекусити, а Чіхіро вирушає блукати містом. Прийшовши до великого будинку з написом «Купальні Абура-я», вона зустрічає хлопчика Хаку, який вимагає, щоб вона негайно тікала звідси. Настає вечір, місто наповнюють дивні тіні, що з'являються звідусіль. Чіхіро кидається до ресторану, де залишила батьків, і бачить, що вони перетворилися на свиней. Перелякана Чіхіро біжить туди, звідки вони прийшли, але на місці зеленого лугу тепер широка річка.
Хаку знаходить Чіхіро і допомагає їй: проводить у будівлю купалень і пояснює, що відбувається. Виявляється, Чіхіро разом із батьками потрапила в місто духів, куди приїжджають боги, духи та надприродні істоти з усього світу. Господиня містечка — чаклунка Юбаба — управителька купалень для надприродних істот. Усіх, крім гостей і своїх працівників, Юбаба перетворює на тварин. Щоб отримати надію на порятунок батьків і повернення додому, Чіхіро повинна працювати в Юбаби. За допомогою своїх нових знайомих — дідуся Камаджі та банниці Лін — Чіхіро вдається дістатися до кабінету Юбаби й отримати дозвіл на роботу і нове ім'я. Чіхіро тепер зватимуть Сен, і вона працюватиме, не покладаючи рук, щоб допомогти своїм батькам повернути людську подобу та знайти шлях додому.
Пізніше, коли Юбаба відсутня, Хаку знаходить Сен і показує її батьків, яких тримають у свинарнику. Хаку пояснює, що Юбаба контролює людей, забираючи їхні імена; якщо Чіхіро забуде, як її насправді звуть, то ніколи не зможе покинути світ духів. Інші працівники купалень погано ставляться до Сен. Першим до купалень прибуває дух забрудненої річки. Сен помічає, що з нього стирчить велосипедна ручка, і разом із робітниками витягує з духа велосипед та ще купу сміття. На знак подяки він дарує дівчині гіркий пиріжок, призначення якого вона поки що не розуміє. Із нього також висипається золотий пісок.
Сен впускає до купалень Безликого бога, який роздає працівникам багато золотого піску за прикладом Річкового бога, але вимагає за це їжі. Він проковтує все, що йому несуть, у тому числі жадібне жабеня. Внаслідок цього Безликий стає так само жадібним і не може спинитися у поїданні всього, що бачить. Тим часом Сен бачить паперових шикігамі, які атакують дракона, і впізнає в ньому Хаку. Коли він врізається в будинок Юбаби, Сен слідує за ним нагору. Один шикігамі ховається на її спині та згодом перетворюється на сестру Юбаби, Дзенібу, яка змінює розпещеного сина Юбаби, Бо, на мишеня. Сен разом із Хаку та Бо опиняються в котельні. Сен годує Хаку гірким пиріжком, змушуючи дракона виригнути печатку, яку він викрав у Дзеніби. Сен вирішує повернути печатку власниці, узявши із собою Бо.
Вона стикається з перегодованим Безликим і дає йому решту гіркого пиріжка. Безликий виходить із купалень разом із Сен і виригує все, що з'їв. Лін відводить Сен на залізничну станцію, щоб зустріти Дзенібу, а Сен запрошує Безликого піти слідом, попри протести Лін. Сен, Безликий і Бо вирушають за квитками на потяг, які Сен подарував Камаджі. Тим часом Юбаба наказує вбити батьків Сен, але Хаку показує, що Бо зник, і пропонує повернути його, якщо Юбаба відпустить Сен та її батьків. Юбаба погоджується, але тільки якщо Сен зможе впізнати батьків з-поміж свиней.
Сен зустрічається із Дзенібою, яка дає їй чарівну пов'язку. Хаку з'являється у вигляді дракона, а Сен, Бо і Хаку йдуть до лазні, залишаючи Безликого з Дзенібою. У польоті Сен дізнається, що Хаку є духом річки і вони вже бачилися в минулому. Сен впізнає батьків і Юбаба відпускає їх усіх. Хаку клянеться побачити її знову.
Сен покидає місто духів разом з батьками, які не пам'ятають, що сталося після того, як вони скуштували їжі духів. Повернувшись у світ людей, родина знаходить свою машину вкриту листям і пилом, оскільки минулого багато часу. Вони продовжують подорож до свого нового дому.

## Персонажі

### Основні

#### Чіхіро/Сен
Чіхіро Оґіно (яп. 荻野 千尋, Оґіно Чіхіро) (сейю: Хііраґі Румі) — головна героїня фільму. В інтерв'ю творець фільму Хаяо Міядзакі згадує, що Чіхіро — звичайнісінька десятирічна дівчинка. Сейю Хіірагі Румі, яка озвучувала Чіхіро для фільму, дає дещо іншу характеристику Чіхіро: «Вона примхлива і розпещена, дуже схожа на сучасних дівчаток». Коли батьки Акіо і Юко повідомляють Чіхіро, що їм доведеться переїхати в новий будинок, дівчинка сильно переймається і починає вередувати. Вона незадоволена переїздом і заздалегідь вважає свою майбутню школу нудною і нецікавою. З розвитком сюжету Чіхіро проявляє свої найкращі риси характеру — вона відповідальна, терпляча і безкорислива.
На час роботи в лазні Юбаба дає дівчинці ім'я Сен (яп. 千) замість її власного Чіхіро (яп. 千尋), забравши другий ієрогліф з імені. Слово «Чіхіро» перекладається як «бездонна глибина»; дослівно — тисяча хіро (хіро — міра глибини, 1,81 метра). Ієрогліф 千 може читатися також як сен.

#### Хаку
Хаку/Ніґіхаямі Кохаку Нусі (яп. ハク/ニギハヤミコハクヌシ, Хаку) (сейю: Іріно Мію) — хлопчик, ім'я якого перекладається як «божество бурштинової річки». Він з'явився «несподівано і незрозуміло звідки», як і Чіхіро (за словами дідуся Камадзі), прийшов до Юбаби й отримав роботу. Вона зробила його своїм учнем. Дідусь Камадзі намагався відмовити Хаку, але той твердо стояв на своєму і з часом став правою рукою чаклунки Юбаби. Після зустрічі з Чіхіро Хаку допомагає їй в її починаннях. Незабаром Хаку розуміє, що зустріч з Чіхіро поступово змінює його і нагадує про те, яким він був, і чому він тут. Пам'ять, яку забрала Юбаба разом з його ім'ям, повертається, і він згадує, що зустрічався з Чіхіро раніше.

Хаку — учень Юбаби

Насправді Хаку не людина, а дракон, хранитель річки в людській подобі. Колись у світі людей Чіхіро впала в річку, намагаючись зловити впущений черевичок, і ледь сама не потонула, якби не Хаку, який мешкав в цьому потоці. Коли Чіхіро летить на Драконі від Дзеніби, вона згадує цей момент з дитинства і річку, яка називалася Кохакугава (яп. 琥珀川, бурштинова річка). Хаку теж згадує цю зустріч. Він каже, що його справжнє ім'я — Нігіхаямі Кохаку Нусі, Господар річки. Він стає людиною, і разом з Чіхіро вони летять до купалень Юбаби. Знаючи своє справжнє ім'я, він може тепер піти від чаклунки.

#### Юбаба

Юбаба — чаклунка і господиня купалень.

Юбаба (яп. 湯婆婆, Юба: ба) (сейю: Нацукі Марі) — господиня «занедбаного парку розваг», чаклунка, яка не любить, коли їй суперечать, але завжди дотримується своїх обіцянок. Всіх тримає під каблуком, крім рідного сина Бо, якого жахливо балує. Посилає Хаку на небезпечні завдання. Щовечора перевтілюється в птаху і перевіряє свої володіння. Юбабу часто можна застати за перераховуванням золота і перебиранням коштовностей, їй приємно відчувати себе господинею такого великого підприємства, з чималим багатством. Юбаба нікому не довіряє, але вимагає від підлеглих неухильного виконання своїх вимог. Непрацюючі люди і духи її дратують, і вона швидко розправляється з ними: перетворює на свиню, або на вуглину. Характер Юбаби примхливий, але вона прагне передусім забезпечити обслуговування високопоставлених духів.
Безликий бог Каонасі (яп. カオナシ (仮面男), Каонасі, «чоловік з прийнятим обличчям») — божество, яке не має власного обличчя, постійно перебуває в пошуках нового. За словами Міядзакі, йому хотілося «показати бога-блукача, у якого немає дому і аналогів якого немає в японському фольклорі». Спочатку вибір Безликого припав на Чіхіро, але коли він пропонував їй допомогу, вона відмовилася. Потім йому трапилось жадібне жабеня, яке хотіло відшкребти від підлоги залишки золотого піску, що залишився після обслуговування Річкового Божества (яке було настільки брудним, що спочатку його сприйняли за Духа смітників). Каонасі з'їв його і став таким, яким було жабеня: ненаситним, жадібним, і поступово став перевтілюватися на чудовисько і поїдати працівників купалень. Він ніколи не відрізнявся багатослівністю, але це не вважається його недоліком, тому що дії говорять про особу більше, ніж слова.

#### Дзеніба
Дзеніба (яп. 銭婆, Дзеніба) (сейю: Нацукі Марі) — сестра-близнючка Юбаби. Живе в скромному будиночку з городом поруч зі станцією «Дно болота». Юбаба посилає Хаку вкрасти печатку у Дзеніби. Він вкрав печатку, за що Дзеніба намагається його вбити. Чіхіро вирішує повернути печатку і врятувати Хаку. Дзеніба жорстоко поводиться з Хаку (тому що «він злодій»), після того, як Хаку краде у неї печатку. Але все ж вона прощає його, показуючи, що від будь-якого поганого вчинку можна очиститися. Вона рада і тому, що Каонасі залишився з нею, тому що самій з господарством, хоч і з невеликим, поратися важко — адже при цьому вона намагається не використовувати чаклунства. На прощання Дзеніба подарувала Чіхіро гумку для волосся, яку всі, хто були у Дзеніби, сплели разом. Дзеніба турботлива і скромна за своєю природою, не вимагає нічого більшого від життя, але, як можна переконатися, здатна дати жорстку відсіч.

### Другорядні

#### Лін
Лін (яп. リン, Лін) (сейю: Таман Юмі) — дівчина, що служить в лазнях Юбаби. Є наставницею Чіхіро, яка почала працювати у чаклунки. При першій зустрічі з Чіхіро Лін постійно квапила її, називала недотепою, незграбною і вказувала на всі недоліки. Але як тільки Лін дізналася, що Чіхіро отримала роботу, вона була щиро за неї рада і обіцяла свою допомогу у всьому. Буркотлива, але добросердна людина, не позбавлена чарівності. Її мрія — назбирати грошей, щоб виїхати.

#### Річкове Божество
Річкове Божество (яп. 川の神, кава но камі, річкове божество) (сейю: Хаясі Коба), «Дух смітників», як назвала цього духа Юбаба, тому що в тому, що прийшло в лазню, не можна було розгледіти Річкове Божество. За словами Міядзакі, «цей бог є невеликою алегорією на забруднення річок».

#### Бо
Бо (яп. 坊, Бо:) (сейю: Камікі Реносуке). Жахливо розпещений і примхливий малюк, син Юбаби, у кілька разів більший від неї самої. Він ніколи не залишав своєї кімнати через страх матері перед всілякими інфекціями. Юбаба нечасто його відвідувала, тільки коли він сильно починав вередувати і вона бігла його заспокоювати, догоджаючи новими іграшками або солодощами. Але при зустрічі Дзеніба перетворює Бо на хом'яка і він вирушає з Чіхіро до Дзеніби. Після повернення Бо вже не здається таким примхливим, як раніше.

#### Акіо Оґіно (батько)
Акіо Оґіно (яп. 荻野 明夫, Оґіно Акіо) (сейю: Наіто Такасі) — батько Чіхіро, 38 років. Оптимістичний і нерідко необґрунтовано впевнений у собі. Любить ризик, таємниці і добре попоїсти. Непогано знається на історії деяких місць чи міст. Не любить поспішати, роблячи все дуже повільно. Дратівливо ставиться до зауважень на свою адресу і ніколи не приймає їх. Акіо керує іншими, не слухаючи, що добре, а що погано, тільки з власної інтуїції. Порожній погляд (як у нього, так і в дружини), майже тваринна поведінка щодо їжі, повна відсутність розуміння природи і її краси. Йому властива також безпардонність, впевненість в тому, що все можна оплатити грошима. Дочка тут постійно протиставляється своїм батькам. Цікавим є те, що батько Чіхіро їздить на німецькому автомобілі (Audi A4) з лівим кермом, останньої на момент виходу анімаційного фільму моделі. В Японії володіння подібним автомобілем вважається особливо престижним і може схарактеризувати героя як любителя виділятися.

#### Юко Оґіно (мати)
Юко Оґіно (яп. 荻野 悠子, Оґіно Ю: ко) (сейю: Саваґуті Ясуко) — мати Чіхіро, 36 років. Реалістична і сильна жінка. У чомусь схожа з чоловіком, але спокійніша, врівноважена і не така дратівлива. Знає імена шанованих духів і божеств. Трохи зневажливо ставиться до Чіхіро і Акіо, здебільшого покладаючись на Акіо і слідуючи за ним. Здається слабкодухою, і, мабуть, так воно і є, враховуючи її поведінку.

#### Дідусь Камадзі

Дідусь Камадзі.

Дідусь Камадзі (яп. 釜爺, Камадзій) (сейю: Бунту Суґавара) — шестирукий опалювач в лазнях Юбаби, керівник команди духів Сусуватарі. Майже весь час проводить в роботі — навіть їсть і спить, не полишаючи робочого місця. Він є ніби провідником для Чіхіро в новому для неї світі, тому що першим вказує їй на правила, які тут панують, — робить це не тільки за допомогою слів, а й самим своїм виглядом. Володіє на перший погляд страхітливою зовнішністю — безліччю рук, які здатні, здавалося б, до нескінченності розтягуватися (відповідно до специфіки заняття), вусами і очима, схованими за темними скельцями окулярів, — він насправді сповнений приязні й готовності допомогти. У душі він добряк і романтик. У першу ж хвилину знайомства з Чіхіро обманює одну з працівниць (Лін): каже, що це його внучка, і віддає частину свого обіду, щоб Чіхіро влаштували на роботу. Він також нерідко говорить про любов і намагається допомогти дівчинці. Камадзі, якого інші працівники лагідно називають «дідусь», — дійсно «хранитель вогнища» купалень Абура-я, представляє суть всього колективу як організму, на ділі, як це частенько буває, свідомо відірвав себе від своєї керівниці й навіть деякою мірою морально протистоїть їй.

### Епізодичні
- Безіменна пташка, заступниця Юбаби; перетворена Дзенібою на мушку, супроводжує Сен і подібним чином трансформованого Бо в їх подорожі до Дзеніби. Вона також допомагає робити гумку для волосся Сен на пам'ять. Глядачі не бачать як це створіння повертається до своєї звичайної зовнішності, на відміну від Бо.
- Три істоти, що мають тільки голови, постійно перебувають у кабінеті Юбаби, так звані касира (яп. 頭, касира, голова), пересуваються тільки за допомогою стрибків по підлозі. Дзеніба тимчасово перетворює їх на двійника Бо, щоб обманути Юбабу.
- Керуючий купальнями; майстер, показаний як істота, що має найвищий чин. Повідомляє всі новини Юбабі.
- Жінки, які працюють в лазнях, називаються юна (яп. 湯女, банщиці); в японській версії Безликий, коли з'їдає жабу і банницю, каже, що це двоє робітниць, які по своїй натурі дуже схожі на слимаків, тобто є духами слимаків. Юна виконують багато доручень, наприклад приймають гостей, готують і сервірують їжу, займаються прибиранням. Вони надають холодний прийом Чіхіро — новенькій.
- Завідувачі купалень Тітіяку (яп. 父役, «роль батька») і Аніяку (яп. 兄役, «роль старшого брата»). У них суворі обличчя, проте вони непогані хлопці. Вони — свого роду посланці між Юбабою та працівниками або працівниками та гостями.
- Жаби, що працюють в лазнях: Ао-гаеру (яп. 青蛙, «синя жаба») і Бандай-гаеру (яп. 番台蛙, «жаба-наглядач»).
- Чіхіро поділяє подорож на ліфті з ввічливим Духом редиски (яп. 大根神, дайкон камі, також знаний як Осіра-сама), схожим на коренеплід.
- Істоти в купальнях, схожі на качок, віді-сама (яп. 囮様, «шановна приманка»).
- Боги в масках і сокутай (яп. 束帯, традиційний японський одяг для знаті), які стали видимими, коли зійшли з корабля, — це Касуга -сама (яп. ?? ?). Їх маски надягають для виконання традиційного ритуального танцю під назвою «ама».
- Боги, які виходили з ліфта, одягнені в банні халати купалень (Абурая (яп. 油や, «лазня»)), — це усіоні (яп. 牛鬼, «демони худоби»).
- Сусуватарі, помічники Камадзі в котельні купалень «Абура-я»[прим. 3]. Коли Чіхіро бачить їх, вони переносять вугілля до котла, вона усвідомлює щось важливе, чого не розуміла досі. Сусутуварі люблять цукерки компейто. Сусуватарі також з'являються в аніме «Мій сусід Тоторо» як Маккуро Куросуке («чорні чорнушки»).
- Боги з рогами, помаранчевими обличчями та зеленими тулубами онама-сама (яп. おなま様). Дуже схожі на Намахаге[11]. Протягом тисяч років японці вірили, що «камі» (боги) і «рей» (духи) живуть скрізь: в річках, в кожному дереві, в кожному будинку і навіть на кухні.

За словами Міядзакі, «при задумі цього фільму йому потрібно було розробити зовнішність богів. Більшість з них він придумав. Решту почерпнув з японського фольклору». Японські боги не мають ніякої фактичної форми: вони знаходяться в скелях, в стовпах або в деревах. Але їм потрібна форма, щоб піти в купальні.

## Творці
Наведені основні творці; повний список людей, які брали участь у створенні фільму, див. на сайті IMDB
| Посада             | Ім'я                                    |
| ------------------ | --------------------------------------- |
| Режисер            | Міядзакі Хаяо                           |
| Сценарій           | Міядзакі Хаяо                           |
| Продюсер           | Судзукі Тошіо, Ясуесі Токумен           |
| Оригінальна музика | Хісайсі Дзьо                            |
| Кінематографія     | Ацусі Окуі                              |
| Редакція           | Такесі Сеяма                            |
| Дизайн             | Норобу Йошіда                           |
| Підбір голосів     | Мотохіро Хатанака, Наомі Ясу, Кейко Яґі |

## У ролях
- Чіхіро/Сен — Хііраґі Румі
- Хаку — Ірина Мію
- Юбаба/Дзеніба — Нацукі Марі
- Дідусь Камадзі — Суґавара Бунту
- Безликий — Ґасуін Тацуя
- Лін — Таман Юмі
- Бо — Камікі Реносуке
- Акіо Оґіно — Найто Такасі
- Юко Оґіно — Савагуті Ясуко
- Тіті-яку — Камідзо Цунехіко
- Ані-яку — Воно Такехіко;
- Ао-ґаеру, помічник керуючого — Ґасуін Тацуя
- Бандай-гаеру — Ойдзумі Є.

А також Хаясі Коба, Кіто Норіко, Сайто Сіро, Ясуда Кен.

## Українськомовне озвучення
Українськомовне багатоголосе озвучення створене на Студії Омікрон у 2019 році на замовлення кінокомпанії KyivMusicFilm.

## Саундтреки

### Оригінальний саундтрек
Заключну пісню «Always With Me» (яп. いつも何度でも, Іцумо нандодемо) написала і виконала Кімура Юмі, композиторка і арфістка з острова Осака. Текст написав Вакако Каку. Пісня призначалася для незнятого аніме Міядзакі «Рін, художниця з пічних труб» (яп. 煙突描きのリン, Ентоцу-каки но Рін).
Інші 20 треків на диску були написані Хісайсі Дзьо. Його Ано хі но кава (яп. あの日の川, «Річка цього дня») отримала 56-у нагороду на Mainichi Film Competition, нагороду в 2001 році на Tokyo International Anime Fair в Theater Movie category і 16-у нагороду — японський золотий диск для анімованого альбому. Пізніше Хісаісі додав текст до «Ано хі о кава» і назвав нову версію «Іноті но намае» (яп. いのちの名前, «Ім'я життя»), яку виконувала Хірахара Аяка.
Поряд з оригінальним саундтреком до фільму, існує також і альбом, який складається з 10 композицій.

### Список оригінальних саундтреків
Музику до аніме написав японський композитор Хісайсі Дзьо.
1. Ані Нацу е. (яп. あの夏へ) (One Summer's Day) — 3:09
2. Тооріл міті (яп. とおり道) (Road To Somewhere) — 2:07
3. Даремо Інайят ре: рітен (яп. 誰もいない料理店) (Empty Restaurant) — 3:15
4. Єру куру (яп. 夜来る) (Nighttime Coming) — 2:00
5. Рю: но се: Нен (яп. 竜の少年) (Dragon Boy) — 2:12
6. Бойра: мусі (яп. ボイラー虫) (Sootballs) — 2:33
7. Камі-сама-таті (яп. 神さま達) (Procession Of The Spirits) — 3:00
8. Юбаба (яп. 湯婆婆) — 3:30
9. Юя но аса (яп. 湯屋の朝) (Bathhouse Morning) — 2:02
10. Ано хі но кава (яп. あの日の川) (Day Of The River) — 3:13
11. Сиготі ва цурайдзе (яп. 仕事はつらいぜ) (It's Hard Work) — 2:26
12. Окусаре камі (яп. おクサレ神) (Stink Spirit) — 4:01
13. Сюн но ю: кі (яп. 千の勇気) (Sen's Courage) — 2:45
14. Соконасі ана (яп. 底なし穴) (Bottomless Pit) — 1:18
15. Каонасі (яп. カオナシ) (No Face) — 3:47
16. Рокубамме но ЕКІ (яп. 6番目の駅) (Sixth Station) — 3:38
17. Юбаба ке: ран (яп. 湯婆婆狂乱) (Yubaba's Panic) — 1:38
18. Нума но соко но іе (яп. 沼の底の家) (House At Swamp Bottom) — 1:29
19. Футатабі (яп. ふたたび) (Reprise) — 4:53
20. Каер хі (яп. 帰る日) (The Return Day) — 3:20
21. Іцумо нандодемо (яп. いつも何度でも) (Always With Me) (Кімура Юмі[en] (яп. 木村 弓)) — 3 : 35

### Альбом образів
1. Ано хі но кава е. (яп. あの日の川へ) (To the River of that Day) викон. Юмі Кімура
2. Єру га куру (яп. 夜が来る) (The Night is Coming) викон . Дзьо Хісайсі
3. Камігамі-сама (яп. 神々さま) (The Gods) викон. Сідзуру Отака
4. Юя (яп. 油屋) (The Bathhouse) викон . Цунехіко Камідзе
5. Фусігі но куні но дзю: нін (яп. 不思議の国の住人) (People in the Wonderland) викон. Дзьо Хісайсі
6. Самісій, самісій (яп. さみしいさみしい) (Lonely, Lonely) викон. Камаяцу-сан
7. Кодоку (яп. ソリチュード) (Solitude) викон. Рієка Судзукі і Хіросі Кондо
8. Умі (яп. 海) (The Sea) викон. Дзьо Хісайсі
9. Сірой рю: (яп. 白い竜) (White Dragon) викон. Ріцукі Накано (Rikki [en])
10. Чіхіро але варуцу (яп. 千尋のワルツ) (Chihiro's Waltz)[15] викон. Дзьо Хісайсі

## Нагороди
У 2002 році «Віднесені привидами» отримали «Оскар» у категорії «Найкращий анімаційний повнометражний фільм», випередивши «Льодовиковий період», «Ліло і Стіч», «Спіріта» та «Планету скарбів».
Це аніме завоювало приз «Золотий ведмідь» Берлінського кінофестивалю в 2002 році, стало найкращим фільмом року на думку Японської та Гонконзької кіноакадемій і було названо найкращою анімаційною стрічкою року Національною радою критиків Америки.
У 2003 році картина була нагороджена чотирма американськими преміями «Енні» в області анімаційного кіно в номінаціях: «Найкращий фільм», «Найкраща режисура», «Найкраща музика», «Найкращий сценарій».
| Рік  | Результат          | Нагорода                                                                 | Категорія: одержувач |
| ---- | ------------------ | ------------------------------------------------------------------------ | --- |
| 2001 | Виграв             | Японський фестиваль медіа-мистецтва: Гранпрі разом з Актриса тисячоліття | Анімація |
| 2001 | Виграв             | Nikkan Sports Film Award                                                 | «Найкращий фільм» |
| 2002 | Виграв             | Award of the Japanese Academy                                            | «Найкращий фільм» «Найкраща пісня Юмі Кімура»                                                                                     |
| 2002 | Виграв             | Золотий ведмідь                                                          | Хаяо Міядзакі |
| 2002 | Виграв             | Blue Ribbon Award                                                        | «Найкращий фільм»: Хаяо Міядзакі                                                                                                  |
| 2002 | Виграв             | Special Commendation                                                     | Для акторської сприяння в анімації                                                                                                |
| 2002 | Виграв             | Cinekid Film Award                                                       | Хаяо Міядзакі |
| 2002 | Виграв             | «Найкращий фільм» на Durban International Film Festival                  | Хаяо Міядзакі |
| 2002 | Номінований        | Screen International Award на European Film Awards                       | Хаяо Міядзакі |
| 2002 | Виграв             | Hong Kong Film Award                                                     | «Найкращий азійський фільм» |
| 2002 | Виграв             | Readers 'Choice Award на Kinema Junpo Awards                             | «Найкращий фільм»: Хаяо Міядзакі                                                                                                  |
| 2002 | Виграв             | Los Angeles Film Critics Association Award                               | «Найкраща анімація» |
| 2002 | Виграв             | Mainichi Film Concours                                                   | «Найкращий анімаційний фільм», «Найкраща режисура» і «Найкращий фільм»: Хаяо Міядзакі «Найкраще музичне оформлення»: Дзьо Хісайсі |
| 2002 | Виграв             | Readers 'Choice Award на Mainichi Film Concours                          | «Найкращий фільм»: Хаяо Міядзакі                                                                                                  |
| 2002 | Виграв             | National Board of Review Award                                           | «Найкращий повнометражний фільм»                                                                                                  |
| 2002 | Виграв             | New York Film Critics Circle Award                                       | «Найкращий анімаційний фільм» |
| 2002 | Виграв             | Audience Award на San Francisco International Film Festival              | «Найкраща сюжетно-тематична картина» Хаяо Міядзакі                                                                                |
| 2002 | Виграв             | Special Mention на Sitges — Catalonian International Film Festival       | Хаяо Міядзакі |
| 2002 | Номінований        | «Найкращий фільм»                                                        | Хаяо Міядзакі |
| 2003 | Виграв             | Оскар                                                                    | «Найкращий анімаційний повнометражний фільм»: Хаяо Міядзакі                                                                       |
| 2003 | Виграв             | Saturn Award на Academy of Science Fiction, Fantasy & Horror Films, USA  | «Найкращий анімаційний фільм» |
| 2003 | Номінований        | Saturn Award на Academy of Science Fiction, Fantasy & Horror Films, USA  | «Найкращий твір»: Хаяо Міядзакі «Найкраще перекладення»: Сінді Девіс Хьюїтт і Дональд Х. Хьюітт                                   |
| 2003 | Виграв             | Silver Scream Award на Amsterdam Fantastic Film Festival                 | Хаяо Міядзакі |
| 2003 | Номінований        | British Independent Film Award                                           | «Найкращий зарубіжний фільм» |
| 2003 | Виграв             | Critics Choice Award на Broadcast Film Critics Association Awards        | «Найкращий повнометражний фільм»                                                                                                  |
| 2003 | Виграв             | Audience Award на Cambridge Film Festival                                | «Найкращий фільм»: Хаяо Міядзакі                                                                                                  |
| 2003 | Номінований        | Chicago Film Critics Association Award                                   | «Найкращий зарубіжний фільм» «Найкраща музична композиція»: Дзьо Хісайсі                                                          |
| 2003 | Номінований        | Cinema Writers Circle Award, Іспанія                                     | «Найкращий зарубіжний фільм» |
| 2003 | Номінований        | Cesar, Франція                                                           | «Найкращий зарубіжний фільм»: Хаяо Міядзакі                                                                                       |
| 2003 | Виграв             | Dallas-Fort Worth Film Critics Association Award                         | «Найкращий анімаційний фільм» |
| 2003 | Виграв             | Film Critics Circle of Australia Award                                   | «Найкращий фільм іноземною мовою»                                                                                                 |
| 2003 | Виграв             | Florida Film Critics Circle Award                                        | «Найкраща анімація» |
| 2003 | Виграв             | Golden Trailer Award                                                     | «Найкраща сімейна анімація» |
| 2003 | Номінований        | Hugo Award                                                               | «Найкраща драматична картина — повнометражна форма»                                                                               |
| 2003 | Номінований        | International Horror Guild Award                                         | «Найкращий фільм» |
| 2003 | Номінований        | Golden Reel Award на Motion Picture Sound Editors, USA                   | «Найкраще музичне оформлення»: Петра Вач, Мітіхіро Іто, Тору Ногуті, Роберт Л. Сефтон                                             |
| 2003 | Виграв Номінований | Online Film Critics Society Awards                                       | «Найкращий фільм» «Найкращий зарубіжний фільм»                                                                                    |
| 2003 | Виграв Номінований | Phoenix Film Critics Society Awards                                      | «Найкращий анімаційний фільм» «Найбільш проглядається фільм року»                                                                 |
| 2003 | Виграв             | Golden Satellite Award на Satellite Awards                               | «Найкраща кінокартина» |
| 2003 | Номінований        | Young Artist Award                                                       | «Найкращий фільм-анімація в жанрі „сімейний“»                                                                                     |
| 2004 | Номінований        | Silver Condor на Argentinean Film Critics Association Awards             | «Найкращий зарубіжний фільм»: Хаяо Міядзакі                                                                                       |
| 2004 | Номінований        | BAFTA Film Award                                                         | «Найкращий неанглійський фільм»                                                                                                   |
| 2004 | Номінований        | Nebula Award на Science Fiction and Fantasy Writers of America           | «Найкращий сценарій»: Хаяо Міядзакі, Сінді Девіс Хьюітт, Дональд Х. Хьюітт                                                        |

## Виробництво
Міядзакі спершу планував екранізувати книгу «Таємниче місто за туманами» (яп. 霧のむこうのふしぎな町, Kiri no Mukō no Fushigi na Machi). Його ідея була відхилена і тоді він розробив сучасний сюжет з трохи старшою героїнею, але його також відхилили. Третя пропозиція, яка закінчилася «Віднесеними привидами», була успішнішою. Всі три історії оберталися навколо лазні, яка була натхненна лазнею в рідному місті Міядзакі. Він вважав лазню загадковим місцем, бо біля однієї з ванн у лазні були маленькі двері. Міядзакі завжди було цікаво, що стоїть за цим, і він вигадав про це кілька історій.
До створення фільму Міядзакі підштовхнуло захоплення його п'ятьох юних знайомих манґою. Мультфільм «Мій сусід Тоторо» призначався для малюків, «Небесний замок Лапута» — для хлопчиків семи-одинадцяти років, «Служба доставки Кікі, юної відьми» розповідала, як старша дівчинка веде самостійне життя. Але не було зроблено жодного фільму для десятирічних дівчаток, які тільки-тільки вступають в пору своєї юності. Мідзакі задумався, як створити фільм, де головними героїнями стали б дівчатка, схожі на самих глядачів. Було дуже важливо зробити героїню простою і без перебільшень. Фільм задумувався не як історія, в якій герої дорослішають, а історія, де під впливом особливих обставин розкривається щось, що вже в них є.
Світ духів більше схожий на Едо струмі татемоноен (Токійський музей, Будівельний парк), ніж на сучасність. У Міядзакі завжди викликали інтерес будівлі, збудовані в псевдозахідному стилі. Іншим головним джерелом натхнення став рьокан Нотоя (能登谷旅館), традиційний японський готель, розташований у префектурі Ямагата, відомий своєю вишуканою архітектурою та декоративними елементами. Хоча в деяких путівниках і статтях стверджується, що старовинне місто Цзюфень на Тайвані слугувало джерелом натхнення для фільму, Міядзакі заперечує це.
Тошіо Сузукі, продюсер фільму, стверджував, що на Міядзакі вплинули такі мультфільми, як «Снігова королева» (1957) і «Пастушка та сажотрус» (1952).
На його думку, дедалі рідше можна знайти переконливе фентезі. Але це не проблема жанру, а проблема людей, які ще не створили фентезі, відповідного насталій епосі.
Знімання «Віднесених привидами» розпочали в лютому 2000 року з бюджетом ¥1,9 млрд ($15 млн). Walt Disney Pictures профінансувала 10 % вартості виробництва фільму за право відмови першочергово американського прокату.
Як і у випадку з «Принцесою Мононоке», Міядзакі та співробітники Studio Ghibli експериментували з комп'ютерною анімацією. Персонажів здебільшого малювали від руки. Міядзакі зрозумів, що сюжет перевищить 3 години, якщо робити все за сценарієм. Йому довелося видалити багато сцен і спершу Міядзакі був незадоволений тим, якою вийшла в результаті Чіхіро і вважав, що «Віднесені привидами» стали нудними. Проте до кінця фільму він визнав, що героїня вийшла «чудовою». Юбабу Міядзакі не мав наміру зображати однозначною лиходійкою. Вона керує лазнею і це складна робота. Новачки в будь-якій великій установі почувалися б так само, як Чіхіро. Міядзакі навіть порівнював лазні зі студією Ghibli. З іншого боку він казав, що надто багато дорослих намагаються заробляти на дітях.

## Реліз

### Кінопрокат
- Японія — 20 липня 2001 як «千と千尋の神隠し».
- Китай — 13 грудня 2001 як «кит.  千與千尋, пін.  qiānyǔqiānxún».
- Сінгапур — 20 грудня 2001
- Тайвань — 28 грудня 2001
- Німеччина — 9 лютого 2002 як «Chihiros Reise ins Zauberland» (Berlin International Film Festival).
- Франція — 10 квітня 2002 як «Le Voyage de Chihiro».
- Швейцарія — 10 квітня 2002 французька версія.
- США — 20 квітня 2002 рік (San Francisco International Film Festival)
- Південна Корея — 28 червня 2002 як «센과 치히로의 행방불명».
- Канада — 20 вересня 2002
- Угорщина — 9 жовтня 2002
- Іспанія — 25 жовтня 2002 рік як «El viaje de Chihiro» або «Las aventuras de Chihiro».
- Малайзія — 7 листопада 2002
- Греція — 10 листопада 2002 як «Taxidi sti hora ton thavmaton».
- Фінляндія — 29 листопада 2002 як «Henkien katkema».
- Куба — 3 грудня 2002
- Австралія — 12 грудня 2002
- Росія — 31 грудня 2002 як «Унесённые призраками».
- Чехія — 24 січня 2003 рік як «Cudezno potovanje».
- Португалія — 28 лютого 2003 рік як «A Viagem de Chihiro».
- Норвегія — лютий 2003 рік як «Chihiro Og Heksene».
- Словенія — 13 лютого 2003 рік як чеська версія.
- Естонія — 7 березня 2003 рік як «Vaimust viidud».
- Швейцарія — 27 березня 2003 рік як німецька версія.
- Бельгія — 2 квітня 2003
- Нова Зеландія — 3 квітня 2003
- Польща — 3 квітня 2003 рік як «Spirited Away: W krainie bogów».
- Італія — 18 квітня 2003 рік як «La Citta Incantata».
- Нідерланди — 24 квітня 2003 рік як «De reis van Chihiro».
- Бразилія — березень / квітень 2003
- Німеччина — 19 червня 2003 рік як «Chihiros Reise ins Zauberland».
- Австрія — 20 червня 2003 рік як німецька версія.
- Ізраїль — 3 липня 2003
- Аргентина — 17 липня 2003 рік як іспанська версія.
- Бразилія — 18 липня 2003 рік як португальська версія.
- Венесуела — 6 серпня 2003
- Велика Британія, Мексика — 12 вересня 2003
- Чилі — 18 вересня 2003
- Швеція — 19 вересня 2003 рік як «Spirited Away».
- Словаччина — 25 вересня 2003 рік як «Cesta do fantazie».
- Данія — 10 жовтня 2003 рік як норвезька версія.
- Колумбія — 14 листопада 2003
- Ісландія — 22 грудня 2003
- Панама — 9 січня 2004
- Бахрейн — 14 січня 2004
- Туреччина — 18 червня 2004
- Кувейт — 2 лютого 2005
- Україна — 7 лютого 2019

У 2019 році фільм вийшов в український обмежений кінопрокат 7 лютого 2019 року; для українського кінопрокату прокатник KyivMusicFilm замовив багатоголосе українськомовне озвучення у Студії Омікрон. 2021 року з нагоди 20-річчя стрічки зусиллями прокатника KyivMusicFilm фільм знову вийшов в український обмежений кінопрокат з тим самим багатоголосим українськомовним озвученням Студії Омікрон.

### DVD
Фільм вийшов в Північній Америці у форматі DVD 17 квітня 2003 року, дистриб'тор — діснеївська компанія Buena Vista Distribution, коли увагу було приділено Оскару, який фільм отримав в цьому ж році. «Віднесені привидами» часто реалізується, продається і зв'язується з іншими аніме Міядзакі, як наприклад, «Небесний замок Лапута», «Служба доставки Кікі, юної відьми» та «Навсікая з Долини Вітрів».
Версія північноамериканського дубляжу вийшла на DVD у Великій Британії 29 березня 2004 року. В 2005 перевидана Optimum Releasing з точнішими заголовками доріжок альбому та іншими додатковими рисами.
У всіх азійських релізів DVD (включаючи Японії та Китай) було помітно підкреслену кількість червоного кольору в їх передачі картини. Релізи в інших DVD регіонах, наприклад, у Великій Британії, Європі та Австралії використовували передачу картини, де червоний відтінок був значно зменшений.

### Телебачення
Телевізійна прем'єра в США цього фільму була у Turner Classic Movies на початку 2006, відразу услід за прем'єрою на Cartoon Network «Fridays» 3 лютого 2006. 28 березня на Cartoon Network Toonami почався «Місяць Міядзакі», коли були показані 4 фільми, створені Хаяо Міядзакі, починаючи з «Віднесені привидами», який був першим з чотирьох. Cartoon Network показував цей фільм ще три рази: на Різдво 2006 року, для Toonami «Переддень, Переддень Нового Року» 30 грудня 2006 і 31 березня. Ще раз фільм був показаний на Turner Classic Movies 3 червня 2007.
Перший європейський показ фільму пройшов в Англії 29 грудня 2004 в Sky Cinema 1 і також був повторений кілька разів. Перший англійський показ фільму (дубльований англійською) був на ВВС2 20 грудня 2006. Японська версія з субтитрами вперше була показана на ВВС4 26 січня 2008.
Канадська телевізійна прем'єра фільму була на CBC Television 30 вересня 2007. Щоб вмістити фільм в 2 години, включаючи рекламні блоки, протягом усього показу були зроблені великі купюри.
Австралійська публічна прем'єра анімаційного фільму «Віднесені привидами» відбулася 24 березня на каналі SBS. Перш фільм був реалізований і показаний на австралійському TV Guide; жодних редагувань фільму не проводилося.

## Сприйняття
Анімаційний фільм посів десяте місце у списку журналу Empire «100 найкращих фільмів світового кінематографу», складеному в 2010. На Rotten Tomatoes має 96 % схвальних відгуків критиків і 96 % позитивних оцінок пересічних глядачів. Посідає 4-е місце з-поміж найкасовіших аніме-фільмів. Його збори складають $395,6 млн. Світові касові збори багато в чому завдячують перемозі фільму на церемонії нагородження «Оскар», коли Міядзакі здобув нагороду за найкращий анімаційний фільм 2003 року. За версією Wired, «Віднесені привидами» посідають 3-є місце в переліку фільмів студії Ghibli за сумарною якістю. Газета «Індепендент» зарахувала «Віднесених привидами» до 35-и найкращих фільмів.
Згідно зі Screen Rant, «Психологічні аспекти „Віднесених привидами“ вплинули на важливі зміни в анімації: Чіхіро не перенесено у світ чудес і краси; вона заблукала й налякана, і їй доводиться справлятися з темрявою сама […] Фільм назавжди змінив мультиплікацію, надихнувши глядачів мислити нестандартно та прийняти дитячу реальність, яка включає страх і незахищеність».